# Strafvervolging
Strafvervolging is de toepassing van het strafrecht tot aan bijvoorbeeld een eindvonnis zoals een veroordeling (meestal met opleggen van een straf) of vrijspraak.
In het strafrecht kent men twee soorten stelsels van strafvervolging:
- de legaliteit van de vervolging enerzijds
- en de opportuniteit van de vervolging anderzijds die strekken tot de vervolging van misdrijven. Men kan beslissen te vervolgen of te seponeren.

## Legaliteit van de vervolging
In landen waar het stelsel van de legaliteit van de vervolging geldt, is het orgaan dat instaat voor de uitoefening van de strafvordering gehouden te vervolgen mits er voldoende bewijselementen voorhanden zijn. In bv. Duitsland geldt dit systeem, waardoor er op de Staatsanwalt (het Duitse equivalent van de Belgische Procureur des Konings of in Nederland de Officier van Justitie) de verplichting rust de verdachte te vervolgen indien er sprake is van voldoende bewijselementen die erop wijzen dat de verdachte het misdrijf gepleegd heeft.

## Opportuniteit van de vervolging
Soms kan er om opportuniteitsredenen beslist worden geen vervolging in te stellen. Het orgaan dat de strafvordering uitoefent (bv. het Openbaar Ministerie in België) is niet verplicht de verdachte van het misdrijf te vervolgen. In bv. België en Frankrijk hanteert men dit stelsel. In België oordeelt de Procureur des Konings over de opportuniteit van de vervolging.
Het opportuniteitsbeginsel biedt de mogelijkheid om de voor- en nadelen van de vervolging voor zowel de gemeenschap als de dader en zijn omgeving tegen elkaar af te wegen, zelfs al is er voldoende bewijs van het misdrijf.
Zo wordt het verzuim aan de opkomstplicht of de niet tijdige neerlegging van jaarrekeningen niet vervolgd.

### Controle (België)
De beslissing tot seponeren kan echter leiden tot een ongelijke behandeling van personen die hetzelfde misdrijf in gelijkaardige omstandigheden hebben gepleegd. Daarom zijn er in België aantal controlemaatregelen die in acht moeten worden genomen aangaande het opportuniteitsbeginsel waarover het Openbaar Ministerie beschikt:
- de procureur-generaal staat hiërarchisch boven de Procureur des Konings en kan hem derhalve toch bevelen over te gaan tot vervolging, wat niet inhoudt dat geen rekening dient gehouden te worden met het adagium la plume est serve, mais la parole est libre
- de minister van Justitie beschikt over het positief injunctierecht, wat hem de mogelijkheid biedt de procureur-generaal van het hof van beroep te bevelen om over te gaan tot vervolging
- de benadeelde kan zich burgerlijke partij stellen, enerzijds in het kader van het gerechtelijk onderzoek, anderzijds door de verdachte rechtstreeks te dagvaarden voor de feitenrechter
- de kamer van inbeschuldigingstelling kan ambtshalve de vervolging gelasten (het zgn. evocatierecht)

Het is nuttig te vermelden dat de minister van Justitie niet beschikt over een negatief injunctierecht, wat zou inhouden dat hij het bevel tot niet-vervolging zou kunnen geven. Zulks zou immers een flagrante schending uitmaken op de scheiding der machten. Het positief injunctierecht is onderhevig aan rechtsgeleerde kritiek. Men stelt zich vragen omtrent de verenigbaarheid van dit recht met de trias politica-leer.
Het valt op dat er enkel controlemechanismen ter instelling van de strafvordering zijn en niet ter niet-instelling ervan.